# Souad Massi
Souad Massi (ur. 23 sierpnia 1972 w Algierze) – algierska piosenkarka.
Souad pochodzi z Kabylii, położonej w północno-zachodniej Algierii, z biednej rodziny.
Karierę zaczynała w algierskiej rockowej grupie Atakor, z którą grała siedem lat. Na początku lat 90. w Algierii wybuchła wojna domowa. Wtedy też muzyka zespołu nabrała politycznego przekazu. Podczas koncertów dochodziło do bójek, niszczenia sprzętu lub jego rozkradania. Sama Souad Massi, jako kobieta domagająca się swoich praw, znalazła się w niebezpieczeństwie. Wokalistka zaczęła ubierać się jak mężczyzna, obcięła włosy i starała się ukrywać. Mimo to, Massi straciła pracę i coraz częściej dochodziło także do zamachów na jej życie. W tym samym czasie Souad dostała propozycję występu na festiwalu muzycznym Femmes d'Algerie, w stolicy Francji. Souad udała się do Paryża. Na miejscu okazało się, że była to doskonała okazja do zaprezentowania swojej twórczości. Po zaledwie jednym występie, do Massi zgłosili się przedstawiciele wytwórni Island Records, co zaowocowało wydaniem niecałe dwa lata później pierwszej płyty. Debiut nieznanej wcześniej w Europie algierskiej artystki okazał się wielkim sukcesem. Od czasu wydania pierwszej płyty zdobyła kilka znaczących muzycznych wyróżnień. Massi śpiewa w języku angielskim, francuskim, arabskim i kabylskim, często łącząc kilka języków w jednym utworze. Jej muzyka to mieszanka muzyki arabskiej z amerykańskim rockiem, portugalskim fado, hiszpańskim flamenco, algierskim folkiem oraz z reggae.

## Dyskografia

### Albumy solowe
- 2001: Raoui
- 2003: Deb
- 2005: Mesk Elil
- 2007: Live acoustique
- 2010: Ô Houria